# Shangela
Chantaize Darius Jeremy Pierce (22 de novembro de 1981), mais conhecida pelo nome artístico de Shangela Laquifa Wadley ou simplesmente como Shangela, é uma drag queen americana, personalidade de reality show e atriz mais conhecida por competir no reality show RuPaul's Drag Race. Shangela foi a primeira competidora eliminada na segunda temporada e voltou como concorrente surpresa na terceira temporada da série, ficando em sexto lugar. Ela voltou mais uma vez para a terceira temporada de RuPaul's Drag Race All Stars, onde terminou em terceiro/quarto lugar ao lado da vencedora da primeira temporada do reality regular, BeBe Zahara Benet. Shangela também fez diversas aparições na televisão e se apresenta regularmente nos Estados Unidos e no Canadá.
Depois de Drag Race, Shangela apareceu em várias séries de televisão, incluindo Community (2011), 2 Broke Girls (2012), Glee (2012), Bones (2014), The X-Files (2016) e Broad City (2019). Ela também apareceu no filme de comédia Hurricane Bianca (2016), em sua sequência Hurricane Bianca: From Russia with Hate (2018) e no filme de drama musical A Star Is Born (2018). Em 2019, representando A Star Is Born na 91ª edição do Oscar, ela se tornou a primeira drag queen no tapete vermelho do Oscar. Desde 2020, Shangela é co-apresentadora do reality show da HBO, We're Here, ao lado de outras concorrentes de Drag Race, Bob the Drag Queen e Eureka O'Hara. A série foi aclamada pela crítica.
Em 3 de maio de 2023, Pierce foi acusado de estupro em uma ação movida no Tribunal Superior de Los Angeles. Um ex-assistente de produção do programa We're Here alegou que Pierce lhe forneceu álcool e o agrediu. No início de 2024, o produtor desistiu do processo.